# Oncocephala incisa
Oncocephala incisa es una especie de insecto coleóptero de la familia Chrysomelidae.
Fue descrita científicamente en 1941 por Pic.